# Julien Escudé
Julien Escudé (født 17. august 1979 i Chartres, Frankrig) er en fransk tidligere fodboldspiller, der spillede som midterforsvarer. Han spillede gennem karrieren for blandt andet Cannes og Rennes i hjemlandet, AFC Ajax i Holland, spanske Sevilla samt tyrkiske Besiktas.
Escudé vandt i 2004 det hollandske mesterskab med Ajax Amsterdam. Efter skiftet til Sevilla FC var han med til at vinde UEFA Cuppen i både 2006 og 2007, samt UEFA Super Cuppen i 2006 og Copa del Rey i både 2007 og 2010.
Escudé er bror til den tidligere professionelle tennisspiller, Nicolas Escudé.

## Landshold
Escudé spillede i sin tid som landsholdsspiller (2006-2010) 13 kampe for Frankrigs landshold, som han debuterede for den 11. august 2006 i et opgør mod Færøerne. 

## Titler
Æresdivisionen
- 2004 med Ajax Amsterdam

Copa del Rey
- 2007 og 2010 med Sevilla FC

UEFA Cup
- 2006 og 2007 med Sevilla FC

UEFA Super Cup
- 2006 med Sevilla FC